# تحصیل گوجره
تحصیل گوجره (به انگلیسی: Gojra Tehsil) یک تحصیل در پاکستان است که در پنجاب واقع شده‌است. تحصیل گوجره ۱٬۱۱۵ کیلومتر مربع مساحت دارد.